# Lámpara de inducción

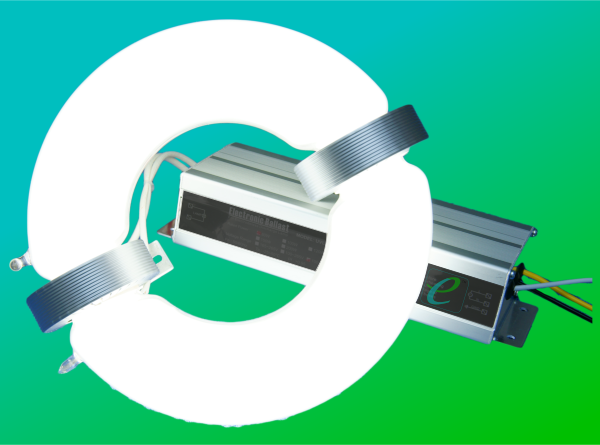
Lámpara de inducción magnética de 150 W, forma circular, con inductor externo y su reactancia electrónica.

La lámpara de inducción se basa en la descarga eléctrica en un gas a baja presión. 
La lámpara de inducción es una mezcla entre lámpara de mercurio y fluorescente. Su principal característica es que no necesita electrodos para originar la ionización este es sustituido por una bobina de inducción sin filamentos. Se crea un campo electromagnético que introduce la corriente eléctrica en el gas, provocando su ionización. La ventaja principal que ofrece este avance es el enorme aumento en la vida útil de la lámpara.